# Denis Kolodin
Denis Aleksejevitsj Kolodin (Russisch: Денис Алексеевич Колодин) (Kamysjin, 11 januari 1982) is een Russisch betaald voetballer die bij voorkeur in de verdediging speelt. Hij verruilde begin 2016 Sokol Saratov voor Altai Semey. In 2005 debuteerde hij in het Russisch voetbalelftal.
Kolodins profloopbaan begon in 2000 bij FK Olimpia Volgograd. Hierna speelde hij voor FK Oeralan Elista en Krylja Sovetov Samara, dat hij in 2005 verliet voor Dinamo Moskou. In 2012 speelde Kolodin op huurbasis voor FK Rostov en in 2013 verliet hij Dinamo voor Volga Nizjni Novgorod. In 2015 speelde hij voor Sokol Saratov en in 2016 komt hij uit voor de nieuwgevormde Kazachse fusieclub FK Altai Semey.
Hij maakte deel uit van de Russische nationale selectie tijdens onder meer het EK 2008.